# Batalla de Puruarán
La batalla de Puruarán fue una acción militar de la Guerra de Independencia de México, efectuada el 5 de enero de 1814, en la localidad de Puruarán, Michoacán. Los insurgentes comandados por el general Mariano Matamoros fueron derrotados ante las fuerzas realistas comandadas por Agustín de Iturbide, durando la batalla aproximadamente 5 horas.
En la batalla participaron los Galeana, Manuel Muñiz, Xavier Mina, los Rayón y Mariano Matamoros, siendo capturado este último.
La batalla es famosa por ser la primera victoria realista después de Puente Calderón y la que por primera vez en la historia se capturó la bandera insurgente y el corso marino de Puruarán.

## Batalla
Tras el triunfo de los realistas, se aprehendió a Mariano Matamoros, quien era por entonces el brazo derecho de José María Morelos y que trató de huir del campo de batalla, siendo aprehendido por un cadete realista de nombre Eusebio Rodríguez Juárez abajo del actual puente de la Plazuela que hoy lleva su nombre (incluso el puente tiene aún los impactos de bala). También fueron capturados 100 cañones y 5 mil fusiles y 50 ametralladoras, que se comenzaban ya a usar en estrategias bélicas por primera vez en la historia de México. La batalla fue por defender el palacio nacional del gobierno mexicano.
A pesar del canje de prisioneros que quería efectuar Morelos, con el fin de salvarle la vida al general Matamoros ("El general Matamoros por la vida de 500 realistas que habían sido capturados en diversas acciones militares como la misma batalla de Puruarán"), el Gobierno español a cargo del Virrey Venegas no accedió, y ordenó el fusilamiento de Matamoros el 3 de febrero de 1815.
A la muerte del general insurgente, Morelos ordenó el fusilamiento de los prisioneros españoles, entre los que se encontraba Calleja, a manera de represalia a los realistas. Mismo que fue comunicado de inmediato al rey Fernando VII quien había ordenado tal ataque. 